# Obsjtina Tjirpan
Obsjtina Tjirpan (bulgariska: Община Чирпан) är en kommun i Bulgarien.   Den ligger i regionen Stara Zagora, i den centrala delen av landet, 180 km öster om huvudstaden Sofia.
Obsjtina Tjirpan delas in i:
- Vinarovo
- Gita
- Zetiovo
- Rupkite
- Svoboda
- Spasovo
- Tselina

Följande samhällen finns i Obsjtina Tjirpan:
- Tjirpan

Trakten runt Obsjtina Tjirpan består till största delen av jordbruksmark. Runt Obsjtina Tjirpan är det ganska glesbefolkat, med 48 invånare per kvadratkilometer.